# پل ماتو
پل ماتو (فرانسوی: Paul Mathaux‎; ۱۹ فوریهٔ ۱۸۸۸ – ۱۸ سپتامبر ۱۹۶۶) بازیکن فوتبال اهل فرانسه بود.
وی در تیم ملی فوتبال فرانسه بازی کرده‌است.